# Các đội tuyển bóng đá quốc gia Việt Nam năm 2005
Lịch và kết quả thi đấu của đội tuyển bóng đá quốc gia Việt Nam các cấp trong năm 2005.

## Nam

### Đội tuyển nam quốc gia
Giao hữu
| Ngày       | Địa điểm         | Đối thủ      | Tỷ số | Vòng đấu | Cầu thủ ghi bàn                            | Chi tiết |
| ---------- | ---------------- | ------------ | ----- | -------- | ------------------------------------------ | -------- |
| 1 tháng 5  | Hà Nội, Việt Nam | Slavia Praha | 0–0   | Giao hữu |                                            |          |
| 28 tháng 5 | Hà Nội, Việt Nam | Jubilo Iwata | 2–1   | Giao hữu | - Thạch Bảo Khanh 19' - Phạm Văn Quyến 49' | [ 1 ]    |

Honda Cup 2005
| Ngày      | Địa điểm         | Đối thủ     | Tỷ số | Vòng đấu | Cầu thủ ghi bàn                            | Chi tiết |
| --------- | ---------------- | ----------- | ----- | -------- | ------------------------------------------ | -------- |
| 4 tháng 6 | Hà Nội, Việt Nam | Bucheon SK  | 2–2   | Vòng 1   | - Phạm Văn Quyến 11' - Thạch Bảo Khanh 88' |          |
| 6 tháng 6 | Hà Nội, Việt Nam | Indonesia   | 1–1   | Vòng 2   | - Phan Văn Tài Em 49'                      |          |
| 8 tháng 6 | Hà Nội, Việt Nam | Barcelona B | 1–0   | Vòng 3   | - Phan Thanh Bình 78'                      | [ 2 ]    |

### Đội tuyển U-23, Olympic quốc gia
| Ngày                                        | Địa điểm                        | Đối thủ            | Tỷ số | Giải           | Cầu thủ Việt Nam ghi bàn                                                                                                   | Chi tiết                                             |
| ------------------------------------------- | ------------------------------- | ------------------ | ----- | -------------- | --- | ---------------------------------------------------- |
| 20 tháng 9                                  | Thành phố Hồ Chí Minh, Việt Nam | Bulgaria           | 4-2   | Cúp LG         | Phan Thanh Bình 15' Phạm Văn Quyến 50', 52' Lê Công Vinh 65'                                                               | Lưu trữ ngày 27 tháng 9 năm 2007 tại Wayback Machine |
| 22 tháng 9                                  | Thành phố Hồ Chí Minh, Việt Nam | U-21 Syria         | 0-0   | Cúp LG         | | Lưu trữ ngày 30 tháng 9 năm 2007 tại Wayback Machine |
| 24 tháng 9                                  | Thành phố Hồ Chí Minh, Việt Nam | Sinh viên Hàn Quốc | 1-0   | Cúp LG         | Lê Tấn Tài 5' | Lưu trữ ngày 30 tháng 9 năm 2007 tại Wayback Machine |
| 26 tháng 10                                 | Hà Nội, Việt Nam                | Malaysia           | 1-0   | Cúp Agribank   | Phan Thanh Bình 35' |                                                      |
| 28 tháng 10                                 | Hà Nội, Việt Nam                | Thái Lan           | 2-1   | Cúp Agribank   | Lê Quốc Vượng 38' Phạm Văn Quyến 52'                                                                                       | Lưu trữ ngày 30 tháng 9 năm 2007 tại Wayback Machine |
| 30 tháng 10                                 | Hà Nội, Việt Nam                | U-20 Nhật Bản      | 2-1   | Cúp Agribank   | Phan Thanh Bình 55', 86'                                                                                                   | Lưu trữ ngày 30 tháng 9 năm 2007 tại Wayback Machine |
| 20 tháng 11                                 | Bacolod, Philippines            | Singapore          | 2-1   | SEA Games 2005 | Phạm Văn Quyến 45+', 49'                                                                                                   |                                                      |
| 22 tháng 11                                 | Bacolod, Philippines            | Lào                | 8-2   | SEA Games 2005 | Phạm Văn Quyến 9', 26' (11m) Lê Công Vinh 39', 41', 65' Lê Tấn Tài 88' 2 bàn 14' và 17' do cầu thủ Lào tự ghi vào lưới nhà |                                                      |
| 24 tháng 11                                 | Bacolod, Philippines            | Myanmar            | 1-0   | SEA Games 2005 | Phan Văn Tài Em 67' |                                                      |
| 26 tháng 11                                 | Bacolod, Philippines            | Indonesia          | 0-1   | SEA Games 2005 | |                                                      |
| 2 tháng 12                                  | Bacolod, Philippines            | Malaysia           | 2-1   | SEA Games 2005 | Phạm Văn Quyến 40' Lê Công Vinh 54'                                                                                        | Lưu trữ ngày 30 tháng 9 năm 2007 tại Wayback Machine |
| 4 tháng 12                                  | Bacolod, Philippines            | Thái Lan           | 0-3   | SEA Games 2005 | |                                                      |
| Việt Nam đoạt huy chương bạc SEA Games 2005 |                                 |                    |       |                | |                                                      |

### Đội tuyển U-20 quốc gia
| Ngày        | Địa điểm                        | Đối thủ    | Tỉ số              | Giải                                     | Cầu thủ Việt Nam ghi bàn                                                                     | Chi tiết |
| ----------- | ------------------------------- | ---------- | ------------------ | ---------------------------------------- | -------------------------------------------------------------------------------------------- | -------- |
| 6 tháng 8   | Palembang, Indonesia            | Lào        | 1-1                | Giải vô địch bóng đá U20 Đông Nam Á 2005 | Nguyễn Ngọc Điểu 72'                                                                         |          |
| 8 tháng 8   | Palembang, Indonesia            | Singapore  | 0-0                | Giải vô địch bóng đá U20 Đông Nam Á 2005 |                                                                                              |          |
| 10 tháng 8  | Palembang, Indonesia            | Đông Timor | 6-2                | Giải vô địch bóng đá U20 Đông Nam Á 2005 | Huỳnh Phúc Hiệp 12' Nguyễn Thái Dương 21' Nguyễn Ngọc Điểu 84' Nguyễn Văn Khải 17', 71', 80' |          |
| 12 tháng 8  | Palembang, Indonesia            | Maldives   | 4-0                | Giải vô địch bóng đá U20 Đông Nam Á 2005 | Nguyễn Ngọc Điểu 18' Quang Tình Huỳnh Phúc Hiệp 65' Phan Thanh Hưng 78'                      |          |
| 17 tháng 8  | Palembang, Indonesia            | Myanmar    | 1-1 (4-5 luân lưu) | Giải vô địch bóng đá U20 Đông Nam Á 2005 | Nguyễn Thái Dương 40'                                                                        |          |
| 19 tháng 8  | Palembang, Indonesia            | Lào        | 1-4                | Giải vô địch bóng đá U20 Đông Nam Á 2005 | Nguyễn Ngọc Anh 84'                                                                          |          |
| 25 tháng 11 | Thành phố Hồ Chí Minh, Việt Nam | Maldives   | 4-1                | Vòng loại U-20 châu Á                    | Nguyễn Ngọc Điểu 30' Nguyễn Công Minh 39' Nguyễn Văn Khải 56' Phạm Thành Lương 60'           |          |
| 27 tháng 11 | Thành phố Hồ Chí Minh, Việt Nam | Lào        | 1-1                | Vòng loại U-20 châu Á                    | Huỳnh Phúc Hiệp 52'                                                                          |          |